# Obeidia lugens
Obeidia lugens là một loài bướm đêm trong họ Geometridae.